# Rue du Pas-de-la-Mule
La rue du Pas-de-la-Mule est une voie des 3e et 4e arrondissements de Paris (France).

## Situation et accès
La rue du Pas-de-la-Mule est située dans les 3e et 4e arrondissements de Paris. Elle débute au 31 boulevard Beaumarchais et se termine au 22 place des Vosges. 

## Origine du nom
L'origine du nom de cette rue est incertaine :
- selon Jacques Hillairet et Pierre Kjellberg, son nom viendrait probablement d'un montoir, un marche-pied, permettant de monter à cheval, dit « pas-de-mule »[1],[2].
- Gustave Pessard  indique que le nom du « Pas de la Mule » lui vient du temps où les gens nobles, qui se rendaient au Château des Tournelles, séjour des rois, y venaient montés sur des mules et que pour regagner le boulevard comme il fallait passer par cette rue montante, se laissaient aller au pas de la mule[3].
- Selon Henri Gourdon de Genouillac, les travaux pour le prolongement de cette rue en 1673 provoquèrent de grandes difficultés à marcher au milieu des fondrières et des gravois. Il était dit alors : « Si vous tenez à ne pas vous cassez le cou, imitez la patience, l’adresse et le pas de la mule, en gravissant cette pente escarpée et glissante »[4].

## Historique
La rue est ouverte entre la place Royale et la rue des Tournelles en 1603, dans le cadre des travaux d'aménagement de la place, dont elle constitue un accès.
Elle prend le nom de « petite rue Royale » en 1604
Un arrêt du Conseil du roi en date du 15 juillet 1673 décide son prolongement de la rue des Tournelles jusqu'à l'actuel boulevard Beaumarchais.

## Bâtiments remarquables et lieux de mémoire
- No 2 : immeuble bas du XVIIe siècle, dont la porte est singulière.
- No 3 : maison ancienne à l'emplacement d'un cabaret célèbre à l'enseigne de La Fosse-aux-Lions que la Coiffier tenait aux environs des années 1645. Cet estaminet était le lieu de rendez-vous de poètes, habitués des hôtels de la place Royale et faisant leurs dévotions à Bacchus, parmi lesquels Tallemant des Réaux, Voiture, Saint-Amand. L'entrée est garnie de bornes et la cour est pittoresque[6].
- No 4 : maison du XVIIe siècle dont la belle porte est surmontée d'un écusson.

Quelques vues de la rue
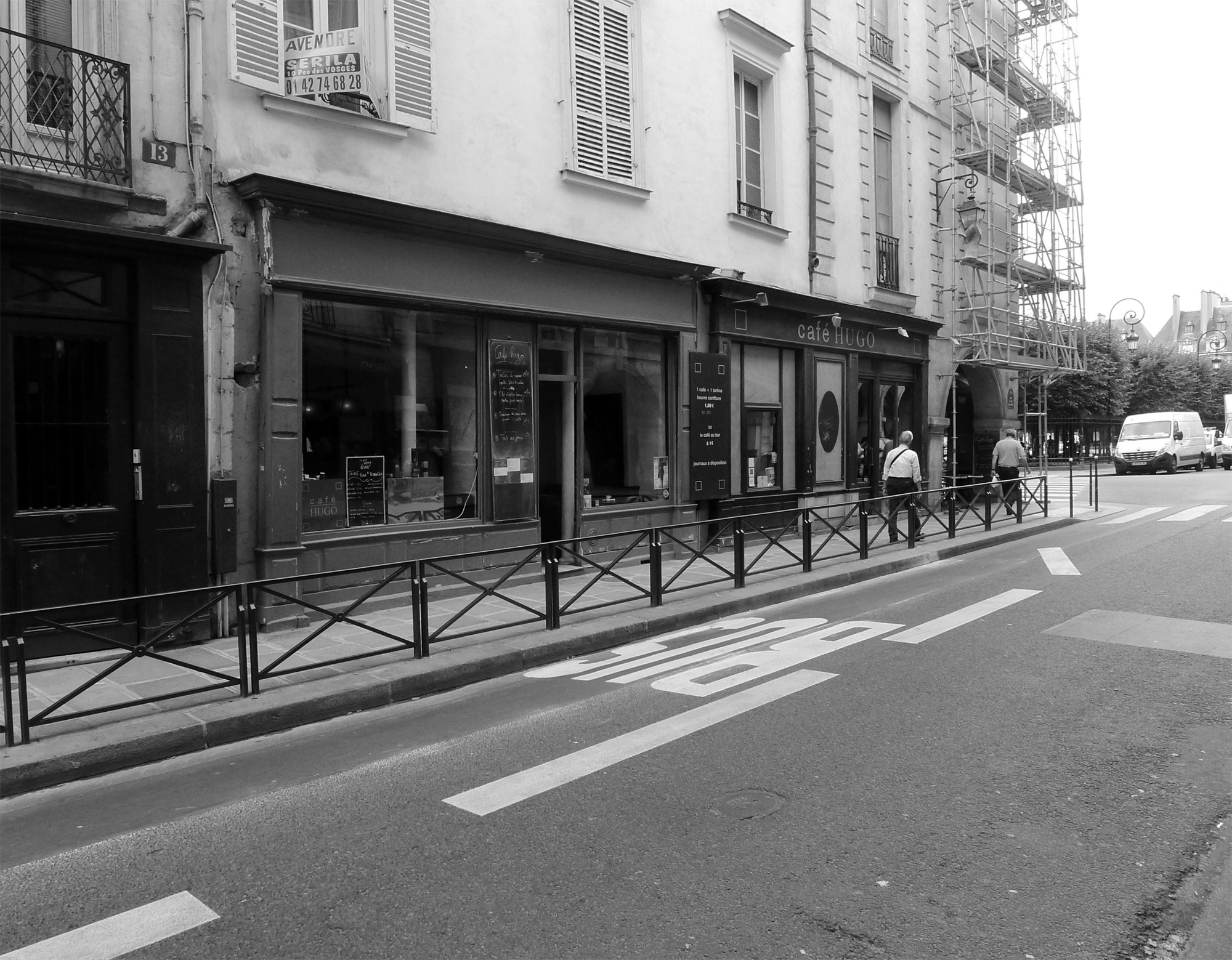
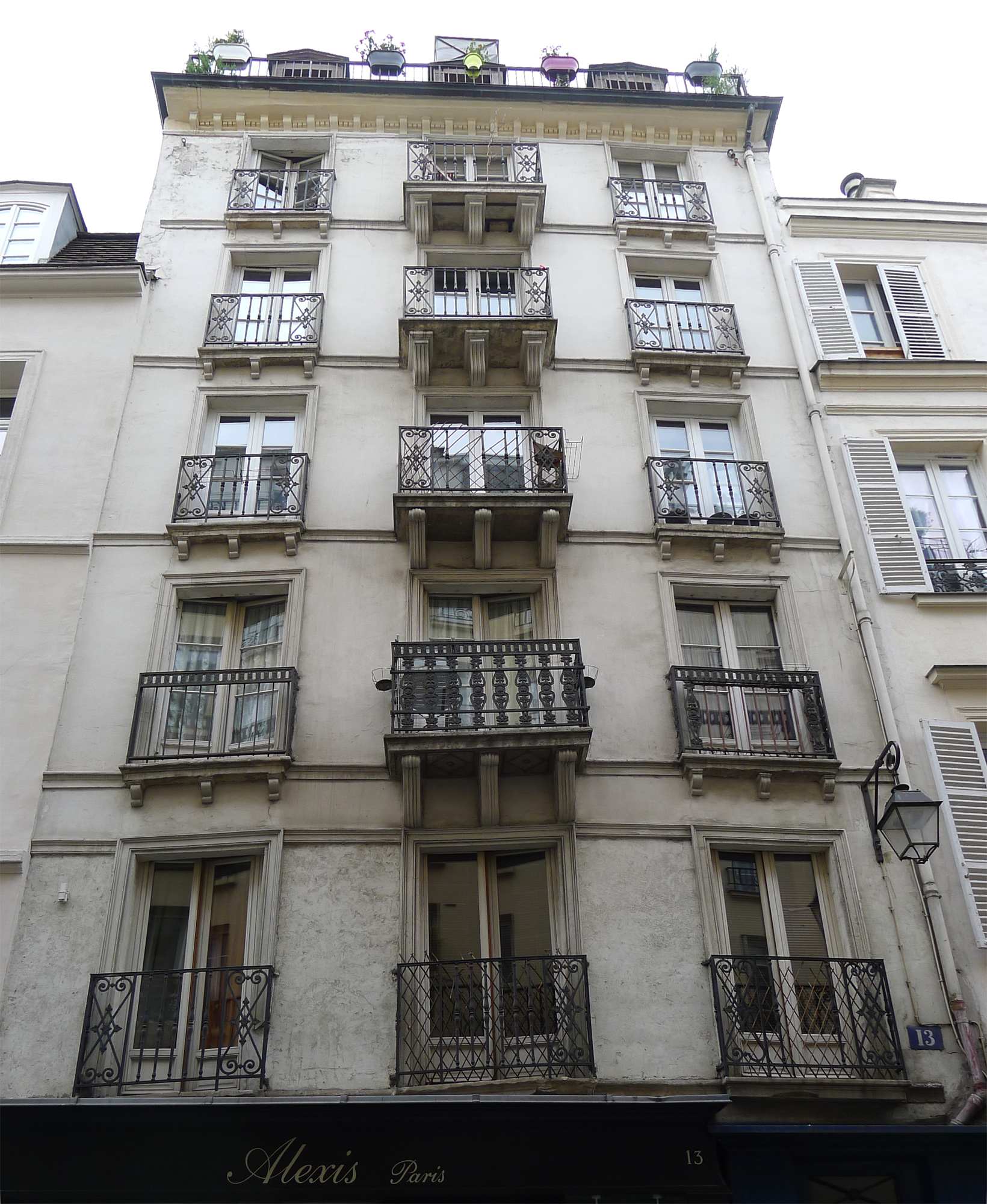
No 13 : vieil immeuble.